# Good Deeds
Good Deeds es una película estadounidense de drama romántico escrita, coproducida, dirigida y protagonizada por Tyler Perry. La película se estrenó el 24 de febrero de 2012.

## Sinopsis
Durante toda su vida, el adinerado hombre de negocios Wesley Deeds ha hecho lo que se esperaba de él, y se ha acostumbrado a una rutina predecible. Sin embargo, su vida empieza a cambiar cuando conoce a Lindsey Wakefield, una esforzada madre soltera que acaba de ser desalojada. Wesley le ofrece ayuda a Lindsey y a pesar de estar comprometido, se enamora de ella. Wesley se encuentra atrapado entre lo que se espera de él, y lo que realmente desea.

## Reparto
- Tyler Perry como Wesley Deeds.
- Thandie Newton como Lindsey Wakefield.
- Gabrielle Union como Natalie.
- Eddie Cibrian como John.
- Brian J. White como Walter Deeds.
- Jordenn Thompson como Ariel.
- Phylicia Rashad como Wilimena Deeds.
- Beverly Johnson como Brenda.
- Rebecca Romijn como Heidi.
- Jamie Kennedy como Mark Freeze.
- Andrew Masset, como el Señor Brunson.
- Victoria Loving como la Señora Brunson.
- Tom Thon como Milton.

## Producción
Good Deeds fue producida por Perry 34th Street Films. La fotografía principal tuvo lugar en Atlanta desde el 25 de abril de 2011 hasta junio de 2011. Good Deeds fue estrenada por Lionsgate y Tyler Perry Studios el 24 de febrero de 2012.